# Lycosomus
Lycosomus is een kevergeslacht uit de familie van de boktorren (Cerambycidae). De wetenschappelijke naam van het geslacht werd voor het eerst geldig gepubliceerd in 1903 door Aurivillius.

## Soorten
Lycosomus is monotypisch en omvat slechts de volgende soort:
- Lycosomus mirabilis Aurivillius, 1903